# Гебхард XXV фон Алвенслебен
Гебхард XXV фон Алвенслебен (на немски: Gebhard XXV von Alvensleben; * декември 1618, кръстен на 6 януари 1619 в дворец Бесков в Бранденбург; † 1 октомври 1681 в дворец Нойгатерслебен в Саксония-Анхалт) е благородник от род фон Алвенслебен, таен съветник в Магдебург и историк.
Той е син на бранденбургския хауптман Гебхард XXIII фон Алвенслебен (1584 – 1627) и съпругата му Кристина фон Дизкау (1589 – 1636), дъщеря на бранденбургския таен съветник Хиронимус фон Дизкау и Анна фон Пфлугк. Майка му става след смъртта на баща му дворцова дама на София фон Липе, втората съпруга на княз Лудвиг I фон Анхалт-Кьотен. Понеже фамилията е с много задължения, той не може да се позволи да следва. След смъртта на майка му на 7 септември 1636 г. той живее много години при чичо си Ханс фон Дизкау (1702 – 1750). Гебхард следва частно право при бранденбургския дворцов адвокат Йоахим Мюлер. На 2 януари 1644 г. той тръгва на тур през Нидерландия до Франция (1644 – 1646), където учи езици в университета в Орлеан. На връщане той е повече от една година в университета в Лайден, за да учи испански и италиански и се връща обратно на 24 май 1646 г.
Заедно с роднината си Хиеронимус фон Дизкау (1591 – 1641) той става по-късно член на литературното общество „Fruchtbringenden Gesellschaft“ чрез княз Лудвиг I фон Анхалт-Кьотен
Той става дипломат и служи в управлението на Архиепископството Магдебург. Херцог Август на 1 август 1649 г. го прави на 1 август 1649 г. дворцов и съдебен съветник и през 1656 г. го прави таен съветник.
През 1668 г. Гебхард се оттегля от службите си и се занимава само с изследванията си. Той пише историческо произведение и ръкописна колекция от повече от 2 400 песни.

## Фамилия
Гебхард XXV фон Алвенслебен се жени 1650 г. за Агнес фон Раутенберг (1616 – 1686). Те имат 9 деца:
- Августа Кристиана фон Алвенслебен (* 21 юни 1651; † 1 юни 1691), омъжена за Гебхард Йохан II фон Алвенслебен (* 23 ноември 1642; † 1 август 1700), син на Йоахим III фон Алвенслебен (1612 – 1645) и Еренгард фон дер Шуленбург (1611 – 1677)
- Хелена София
- Амелия Доротея
- Гебхард Лудолф
- Анна Елеонора
- Август
- Йохан Фридрих II фон Алвенслебен (* 9 януари 1657, Хале; † 21 септември 1728, Хановер), хановерски министър и пруски дипломат, женен на 14 ноември 1686 г. в Еркслебен за Аделхайд Агнес фон дер Шуленбург (* 6 януари 1664, Алтенхаузен; † 22 март 1726, Хановер)
- Агнес Рената
- Карл Август I фон Алвенслебен (* 5 април 1661; † 23 юли 1697, Хелмщет), хановерски дворцов съветник, женен за графиня Еренгард Мария фон дер Шуленбург (1664 – 1748), сестра на Аделхайд Агнес фон дер Шуленбург.

## Най-важните му произведения
- Topographia oder General-Beschreibung des Primats und Erzstifts Magdeburg. Magdeburg 1655.
- Stemmatographia Alvenslebiana oder Grund-und Ausführliche Beschreibung … derer von Alvensleben. Magdeburg 1656.